# 반복법
반복법(iterative method)은 2 이상의 거듭제곱이나 지수함수로 증가하는 직접법의 계산시간을 줄이기 위해 반복적인 방법으로 참값에 가까운 근사값을 계속 찾아가는 계산수학의 알고리즘이다.

## 예
연립 일차 방정식 풀이
- 야코비 방법
- 가우스-자이델 방법
- 축차가속완화법

## 같이 보기
- 수치해석학